# اوراشیه (ولاسوتینتسه)
اوراشیه (به صربی: Orašje) یک منطقهٔ مسکونی در صربستان است که در ولاسوتینتسه واقع شده‌است. اوراشیه ۹۳۴ نفر جمعیت دارد.